# Nothura paludosa
Nothura paludosa — викопний вид птахів родини Тинамові (Tinamidae). Птах існував у плейстоцені. Скам'янілості знайдені в Аргентині у провінції Буенос Айрес.